# Dolmen de la Fare
Le dolmen de la Fare, appelé aussi Chazelle de Notre-Dame, est un dolmen situé sur le territoire de la commune de Chirac, dans le département de la Lozère en France.

## Description
La chambre mesure 3,10 m de long sur 1,20 à 1,45 m de largeur et 1,50 m de hauteur. Elle est délimitée au fond, au nord-ouest, par un mur en pierres sèches, les deux orthostates latéraux mesurant respectivement 3,45 m de long pour 0,28 m d'épaisseur et 4,80 m de long pour 0,38 m d'épaisseur. L'ensemble est recouvert d'une unique table de couverture (3,90 m de long sur 3,10 m de largeur et 0,40 m d'épaisseur). Toutes les dalles sont en calcaire dur.

## Folklore
Son nom local, Chazelle de Notre-Dame, signifie la « Petite Maison de la Vierge ».